# Naučná stezka Chuchelenský les
Naučná stezka Chuchelenský les, nazývaná také naučná stezka v Chuchelenském lese, je okružní lesní stezka v Chuchelenském lese mezi obcí Chuchelná a vesnicí Borová (místní část obce Bolatice) v okrese Opava v Moravskoslezském kraji. Stezka se nachází v pohoří Opavská pahorkatina a je celoročně volně přístupná.

## Galerie

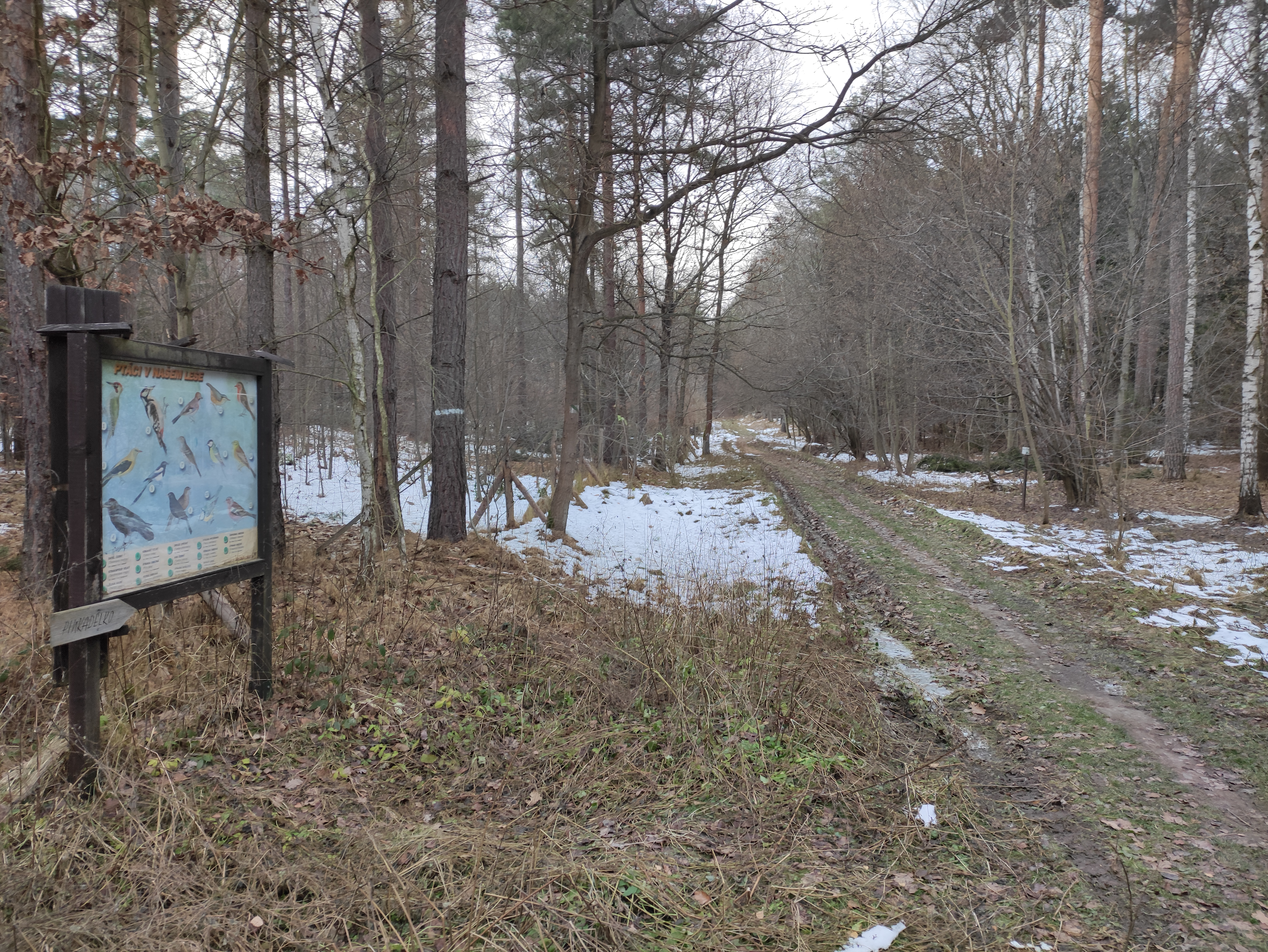
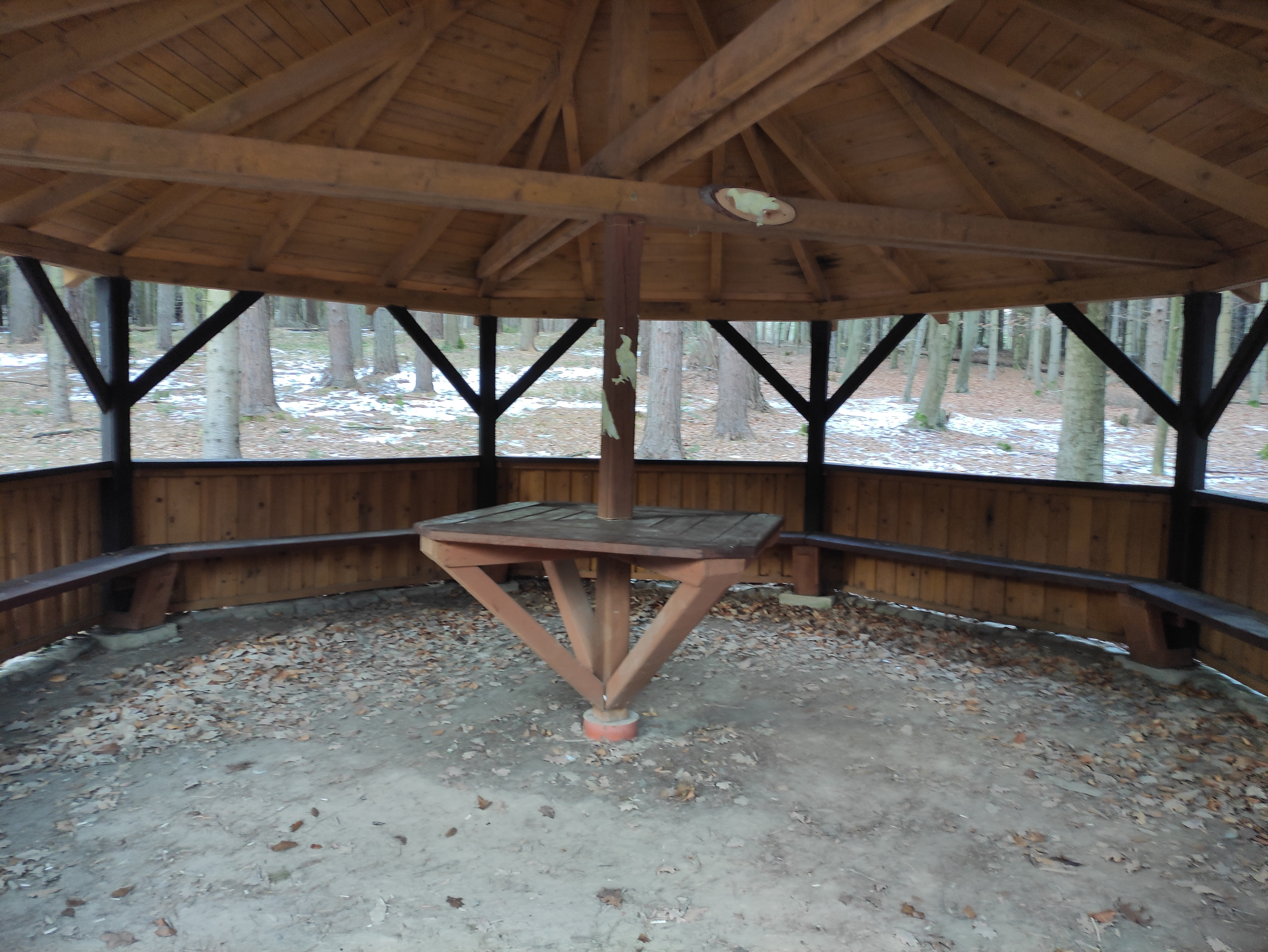
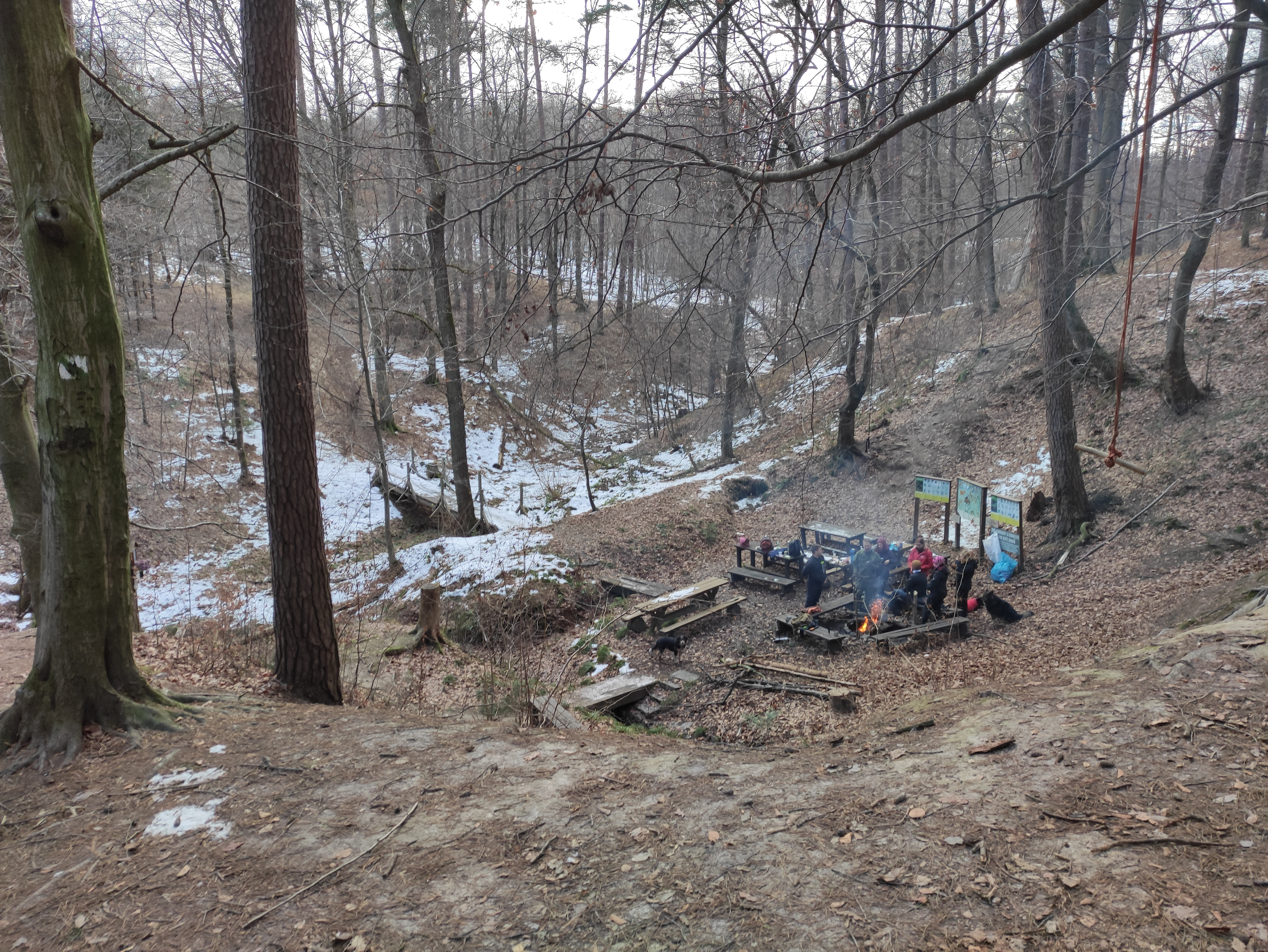
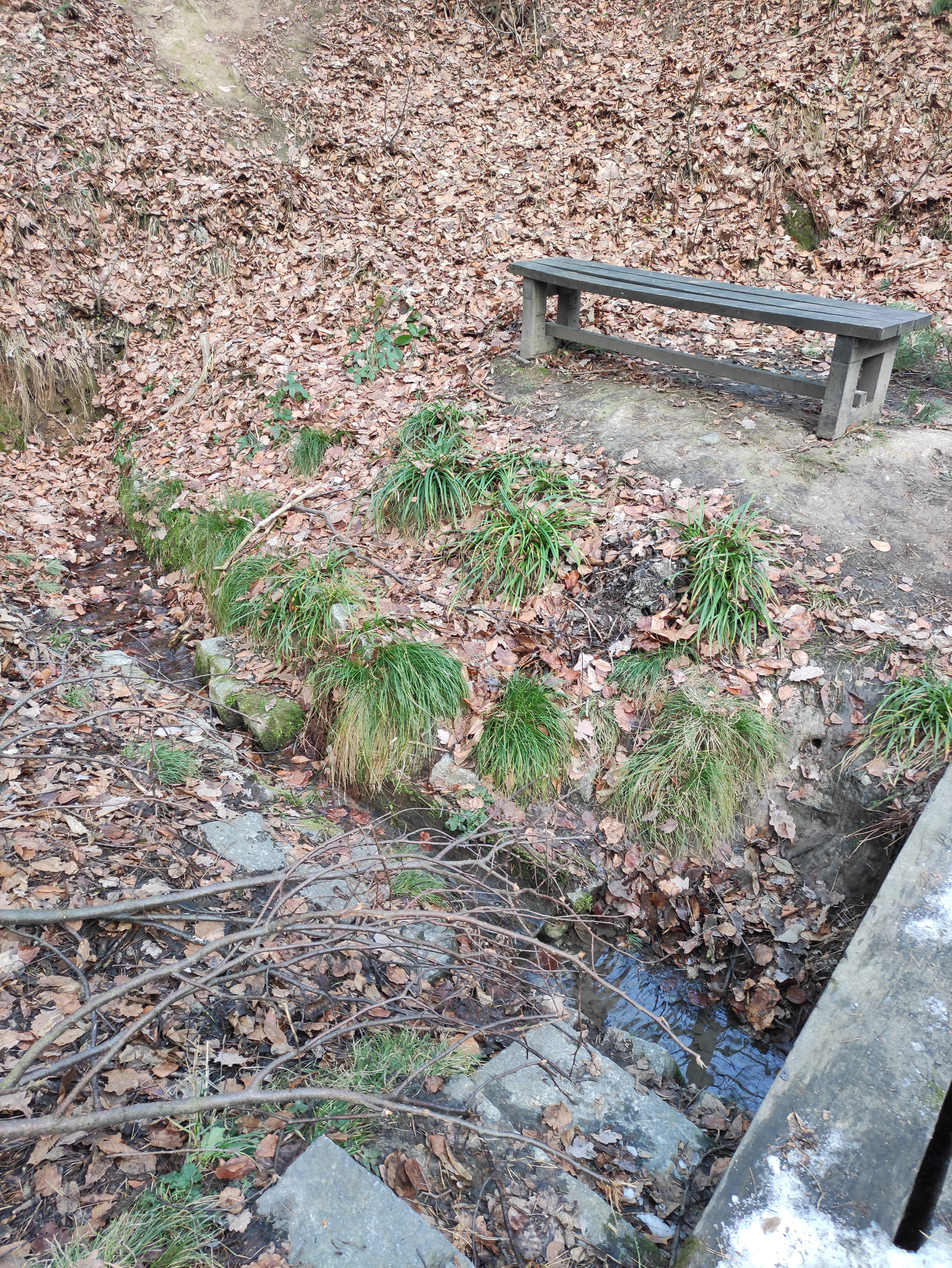

## Další informace
Naučná stezka Chuchelenský les byla zřízena v roce 2000 díky místním iniciativám. Počátek nebo konec okruhu je v Borové na ulici Bělská či v Chuchelné na silnici pod Lysým vrchem. Stezka je dlouhá cca 6 km a dle potřeby může být zkrácena přes případné příčné lesní cesty. Na informačních tabulích jsou informace o savcích, ptácích a rostlinách Chuchelenského lesa. Na trase jsou dvě turistická odpočívadla a pramen Zbojnička. Pramen Zbojnička se nachází u odpočívadla Pinkadélko, kde je také zřízeno piknikové místo s ohništěm. Naučná stezka navazuje na další turistické stezky a cyklostezky v okolí a je vhodná i pro děti.